# Вудрафф (округ, Арканзас)
Шаблон:StateAbbr_ 35°11′42″ пн. ш. 91°13′17″ зх. д. / 35.195° пн. ш. 91.221388888889° зх. д.
Округ Вудрафф (англ. Woodruff County) — округ (графство) у штаті Арканзас, США. Ідентифікатор округу 05147.

## Історія
Округ утворений 1862 року.

## Демографія
За даними перепису
2000 року
загальне населення округу становило 8741 осіб, усе сільське.
Серед мешканців округу чоловіків було 4122, а жінок — 4619. В окрузі було 3531 домогосподарство, 2439 родин, які мешкали в 4089 будинках.
Середній розмір родини становив 2,97.
Віковий розподіл населення поданий у таблиці:
| Стать    | До 15 років | 15-21 | 22-29 | 30-39 | 40-49 | 50-65 | 65-85 | Понад 85 |
| -------- | ----------- | ----- | ----- | ----- | ----- | ----- | ----- | -------- |
| Чоловіки | 951         | 424   | 368   | 517   | 577   | 734   | 476   | 75       |
| Жінки    | 914         | 446   | 388   | 526   | 660   | 778   | 738   | 169      |

## Виноски
1. ↑  U.S. Decennial Census. United States Census Bureau. Архів оригіналу за 4 квітня 2018. Процитовано 27 серпня 2015.
2. ↑  Historical Census Browser. University of Virginia Library. Архів оригіналу за 11 серпня 2012. Процитовано 27 серпня 2015.
3. ↑  Forstall, Richard L., ред. (27 березня 1995). Population of Counties by Decennial Census: 1900 to 1990. United States Census Bureau. Архів оригіналу за 24 вересня 2015. Процитовано 27 серпня 2015.
4. ↑  Census 2000 PHC-T-4. Ranking Tables for Counties: 1990 and 2000 (PDF). United States Census Bureau. 2 квітня 2001. Архів оригіналу (PDF) за 18 грудня 2014. Процитовано 27 серпня 2015.
5. ↑  State & County QuickFacts. United States Census Bureau. Архів оригіналу за 22 липня 2011. Процитовано 19 травня 2014.(англ.) Наведено за англійською вікіпедією.
6. ↑  American FactFinder. Бюро перепису населення США. Архів оригіналу за 26 лютого 2012. Процитовано 31 січня 2008.

| США | Це незавершена стаття з географії США. Ви можете допомогти проєкту, виправивши або дописавши її. |